# Drago Leskovšek (gradbenik)
Drago Leskovšek, slovenski gradbeni inženir, * 8. april 1888, Virštanj, † 2. marec 1978, Kamnik.
Po diplomi na praški gradbeni fakulteti leta 1916 je tam služboval do 1920, nato se je zaposlil pri Jugoslovanskih državnih železnicah. Projektiral in obnovil je postajo Zidani Most ter drugi tir proge in postaje do Zaprešića na Hrvaškem. Leta 1946 je bil imenovan za rednega profesorja za železniški zgornji ustroj in postaje na gradbenem oddelku ljubljanske tehniške fakultete. Na Tehniški fakulteti v Ljubljani je bil tudi večkratni dekan in predstojnik gradbenega oddelka. Zavzemal se je za rešitve ljubljanskega železniškega vozlišča s poglobitvijo proge. O tej problematiki je leta 1939 napisal knjigo Ljubljansko železniško vprašanje.